# Portfield
Portfield är en stadsdel i Chichester, i civil parish Chichester, i distriktet Chichester, i grevskapet West Sussex, i England. Portfield var en civil parish från 1894 till 1896 då den blev en del av Chichester.